# Nước táo

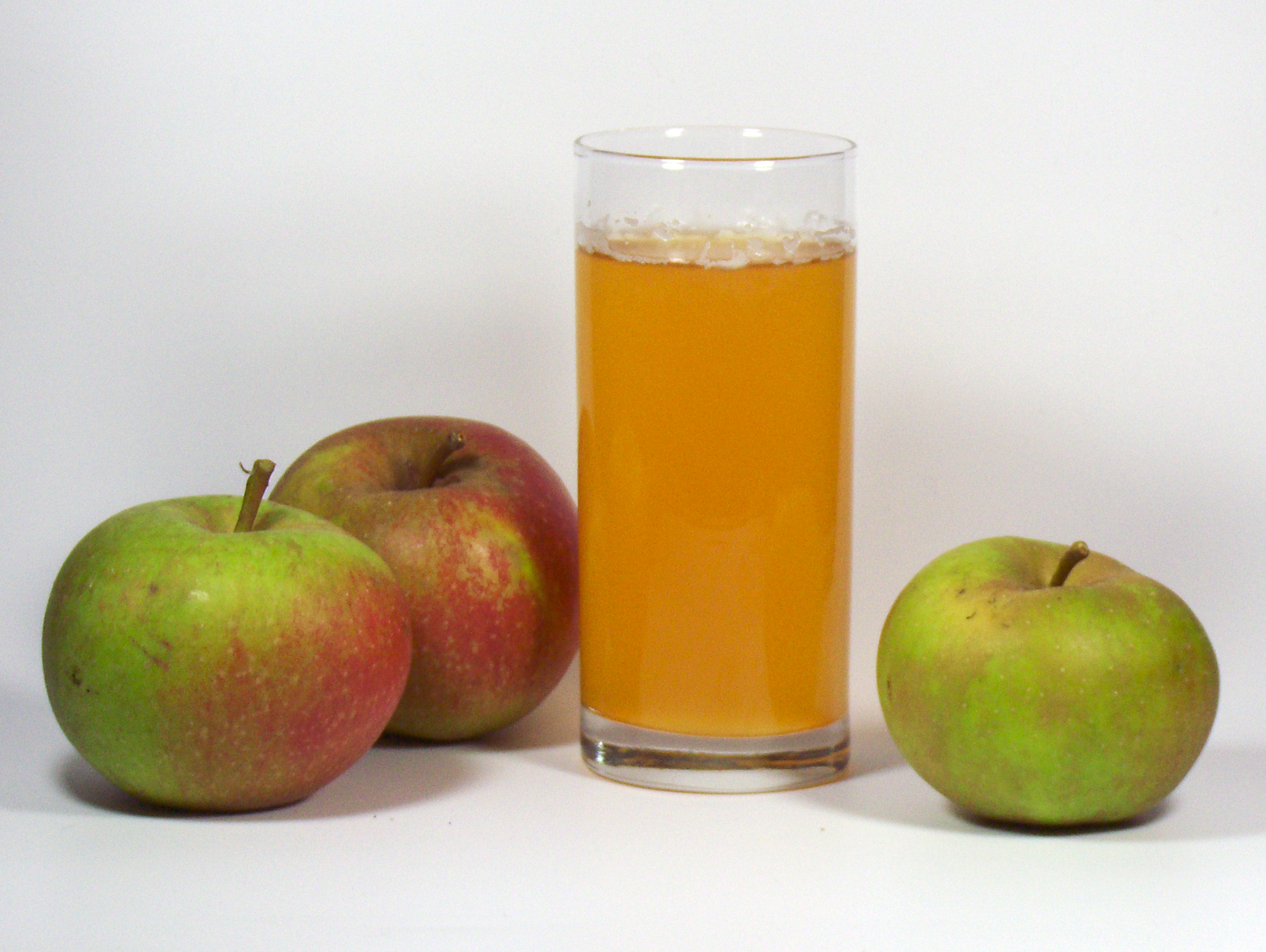
Nước táo đục tự nhiên từ Boskoop

Nước táo là một loại đồ uống hình thành do ép trái táo tây. Từ 1,5 kg táo tây có thể vắt được một lít nước táo. Bên Đức ngoài nước táo tinh chất (Apfelsaft hay A-Saft) người ta còn hay uống nước táo pha với nước suối (Apfelschorle). Vào năm 2011 trung bình tại Đức mỗi người uống 8,0 lít nước táo nguyên chất và 9,4 lít nước táo pha với nước suối.

## Nước táo đục tự nhiên (naturtrüb) và nước táo trong (klar)

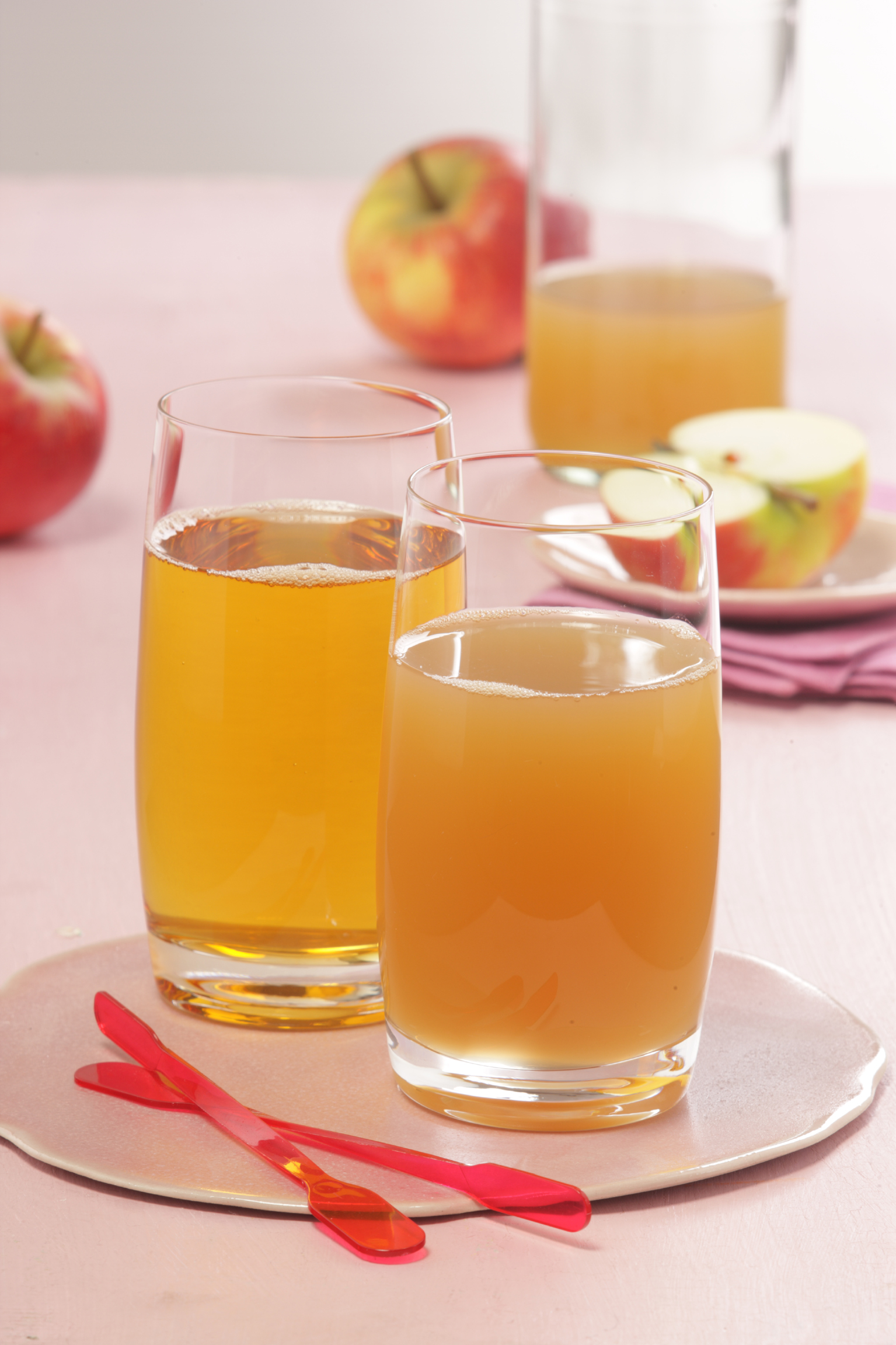
Nước táo đục tự nhiên và nước táo trong

Sau khi ép táo thì nước táo luôn luôn đục, bởi vì có lẫn thịt quả. Dùng phương pháp ly tâm và lọc thì sẽ được nước táo trong. Cả hai loại, trong và đục, đều được dùng phương pháp thanh trùng pasteur để có thể giữ được lâu, bằng cách đun nước táo lên khoảng 85 °C trong một thời gian ngắn, để giết chết các vi sinh vật cũng như để ngăn ngừa cho nước khỏi lên men. Bởi vì nước táo đục tự nhiên không được lọc cho nên còn có nhiều phần của thịt quả; nó thì nặng hơn nước, cho nên mỗi khi uống nên lắc chai, hay hộp chứa.

Khi thí nghiệm với chuột người ta nhận thấy là chuột được cho uống nước táo bị 50% ít bướu hơn là nhóm không uống. Nước táo đục tự nhiên có hiệu quả hơn là nước táo trong. Có lẽ là trong nước táo đục nhờ có nhiều chất Procyanidine. Ngoài ra nước táo đục uống có vị hơn và cảm thấy tự nhiên hơn.

## Nước táo từ nước ép cô đặc
Nước táo trong thường được chế biến từ nước táo cô đặc. Nước táo cô đặc được chế ra bằng cách cho nước bay hơi và tách ra các chất chứa vị và mùi. Nhờ vậy trọng lượng của nước táo giảm xuống chỉ còn khoảng 1/6, do đó việc lưu trữ và chuyên chở tiện lợi hơn. Khi chế nước táo trong thì người ta lại thêm chất có mùi vị và nước lọc vào. Việc chế biến nước táo trong bằng nước táo cô đặc còn có lợi là, khi trộn các loại nước táo (ngọt/chua) khác nhau. Người ta có thể giữ một mùi vị nhất định. Nếu không tùy theo loại táo, hay vùng trồng trọt sẽ tạo ra các mùi vị khác nhau. Phương pháp làm bay hơi nước và làm loãng trở lại nhờ những máy móc tân tiến không làm ảnh hưởng tới mùi vị và lượng vitamin.

## Thức uống từ nước táo

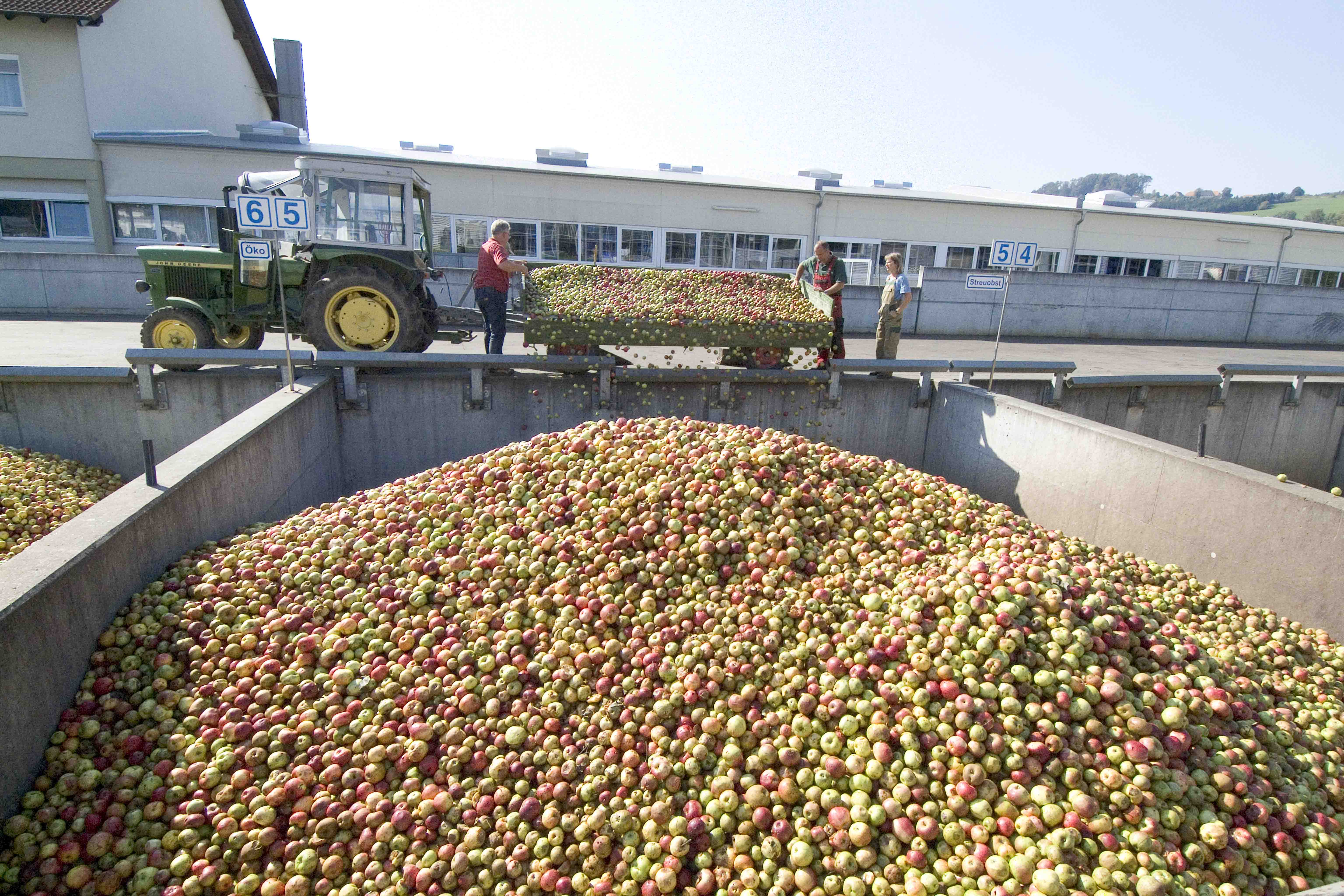
Giao hàng

Nước táo còn được dùng để chế rượu táo (Apfelwein hay Cidre), và dấm táo (Apfelessig); ngoài ra còn được dùng để chế rượu mạnh chả hạng như Calvados hay rượu mạnh có pha hương vị của táo như Apfelkorn..

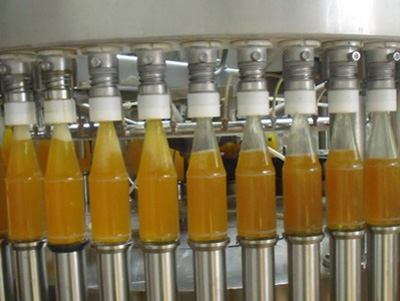
Máy rót nước ngọt vào chai

## Sản xuất nước táo và kinh tế tuần hoàn
Ở Đức táo dùng để chế biến nước táo, được sử dụng 100%. Khoảng 75% là nước táo, 25% còn lại là vỏ và hột. Phân nửa số còn lại này được dùng để chế tạo Apfelpektin, một chất được dùng trong công nghệ thực phẩm, hoặc công nghệ dược. Phân nửa còn lại được dùng để chế tạo đồ ăn cho súc vật, hay chế tạo năng lượng. Như vậy việc dùng táo để chế biến nước táo là một thí dụ tốt cho một nền kinh tế tuần hoàn tân tiến.